# Cantón de Le Monêtier-les-Bains
El cantón de Le Monêtier-les-Bains era una división administrativa francesa, que estaba situada en el departamento de Altos Alpes y la región de Provenza-Alpes-Costa Azul.

## Composición
El cantón estaba formado por tres comunas:
- La Salle-les-Alpes
- Le Monêtier-les-Bains
- Saint-Chaffrey

## Supresión del cantón de Le Monêtier-les-Bains
En aplicación del Decreto n.º 2014-193 de 20 de febrero de 2014, el cantón de Le Monêtier-les-Bains fue suprimido el 22 de marzo de 2015 y sus 3 comunas pasaron a formar parte del nuevo cantón de Brianzón-1.